# 부산광역시도 제2301호선
부산광역시도 제2301호선은 부산광역시 해운대구 송정동 송정삼거리와 기장군 장안읍 효암리 시 경계를 잇는 부산광역시도이다. 기장군일대 해안가 지역을 이어주는 것이 특징이다.

## 경유하는 도로
- 송정중앙로 - 기장해안로 - 일광로 - 해맞이로

## 주요 경유지
부산광역시
- 해운대구 - 기장군 (기장읍 - 일광읍 - 장안읍)

## 노선
- 연한 분홍색(■): 국도 제31호선 구간

| 구간            | 이름                      | 접속 노선                                                  | 소재지                                               | 소재지                         | 비고   |
| --------------- | ------------------------- | ---------------------------------------------------------- | ---------------------------------------------------- | ------------------------------ | ------ |
| 송정중앙로      | 송정삼거리                | 부산광역시도 제23호선 부산광역시도 제77호선 (해운대로)     | 부산광역시                                           | 해운대구                       |        |
| 송정중앙로      | 송정건널목                |                                                            | 부산광역시                                           | 해운대구                       |        |
| 송정중앙로      | 송정해수욕장입구 교차로   | 송정해변로                                                 | 부산광역시                                           | 해운대구                       |        |
| 기장해안로      | 송정해수욕장입구 교차로   | 송정해변로                                                 | 부산광역시                                           | 해운대구                       |        |
| 송정2호교       |                           |                                                            | 부산광역시                                           | 해운대구                       |        |
| 기장군          | 기장읍                    |                                                            |                                                      |                                |        |
| 기장군          | 기장읍                    | (롯데아울렛)                                               | 부산광역시도 제2302호선 (동부산관광로) 동부산관광9로 |                                |        |
| 기장군          | 기장읍                    | 용궁사입구삼거리                                           | 용궁길                                               |                                |        |
| 기장군          | 기장읍                    | 국립수산과학원                                             |                                                      |                                |        |
| 기장군          | 기장읍                    | (서암)                                                     | 부산광역시도 제2303호선 (청연로)                     |                                |        |
| 기장군          | 기장읍                    | 신암마을 교차로                                            | 연화길 연화1길                                       |                                |        |
| 기장군          | 기장읍                    | 대변항입구 교차로                                          | 무양로                                               |                                |        |
| 기장군          | 기장읍                    | 대변항                                                     | 부산광역시도 제2304호선 (대변로)                     |                                |        |
| 기장군          | 기장읍                    | 월전마을                                                   | 죽성로 월전1길                                       |                                |        |
| 기장군          | 기장읍                    | (신앙촌입구)                                               | 죽성로                                               |                                |        |
| 기장군          | 기장읍                    | 죽성리                                                     |                                                      | 미개통 구간                    |        |
| 기장군          | 학리                      |                                                            | 일광읍                                               | 미개통 구간                    |        |
| 기장군          | 일광해수욕장              |                                                            | 일광읍                                               |                                |        |
| 기장군          | (일광해수욕장입구)        | 부산광역시도 제2305호선 (일광로)                           | 일광읍                                               | 부산광역시도 제2305호선과 중복 |        |
| 기장군          | (일광해수욕장입구)        | 부산광역시도 제2305호선 (일광로)                           | 일광읍                                               | 부산광역시도 제2305호선과 중복 | 일광로 |
| 기장군          | 일광읍사무소              |                                                            | 일광읍                                               | 부산광역시도 제2305호선과 중복 |        |
| 기장군          | 일광역                    | 부산광역시도 제2305호선 (이화로)                           | 일광읍                                               | 부산광역시도 제2305호선과 중복 |        |
| 기장군          | 이천교(일광천)            |                                                            | 일광읍                                               |                                |        |
| 기장군          | 이천 교차로               | 국도 제31호선                                              | 일광읍                                               |                                |        |
| 기장군          | 이동항                    |                                                            | 일광읍                                               |                                |        |
| 기장군          | (동백)                    | 차양길                                                     | 일광읍                                               |                                |        |
| 기장군          | 칠암항                    |                                                            | 일광읍                                               |                                |        |
| 기장군          | 칠암문중마을경계지 교차로 | 국도 제31호선                                              | 일광읍                                               |                                |        |
| 기장군          | 임랑교                    |                                                            | 일광읍                                               |                                |        |
| 기장군          | 장안읍                    |                                                            |                                                      |                                |        |
| 기장군          | 임랑삼거리                | 국가지원지방도 제60호선 부산광역시도 제9103호선 (해맞이로) |                                                      |                                |        |
| 기장군          | 임랑삼거리                | 국가지원지방도 제60호선 부산광역시도 제9103호선 (해맞이로) | 해맞이로                                             |                                |        |
| 기장군          | (월내역 입구)             | 월내길                                                     |                                                      |                                |        |
| 기장군          | 월내교                    |                                                            |                                                      |                                |        |
| 기장군          | 길천삼거리                | 고무로 길천1길                                             |                                                      |                                |        |
| 기장군          | 길천 교차로               | 길천길                                                     |                                                      |                                |        |
| 기장군          | 효암삼거리                |                                                            |                                                      |                                |        |
| 해맞이로와 직결 |                           |                                                            |                                                      |                                |        |